# カロリナハコガメ
カロリナハコガメ（学名：Terrapene carolina）は、ヌマガメ科アメリカハコガメ属に分類されるカメ。アメリカハコガメ属の模式種。

## 分布
- T. c. carolina　トウブハコガメ

アメリカ合衆国（インディアナ州北部、ウェストバージニア州、オハイオ州、ケンタッキー州東部、コネチカット州、サウスカロライナ州、ジョージア州、テネシー州東部、デラウェア州、ニュージャージー州、ニューハンプシャー州南部、ニューヨーク州、ノースカロライナ州、バージニア州、バーモント州南部、ペンシルベニア州、マサチューセッツ州、ミシガン州、メリーランド州、ロードアイランド州）
- T. c. bauri　フロリダハコガメ

アメリカ合衆国（フロリダ州東部）
- T. c. major　ガルフコーストハコガメ

アメリカ合衆国（アラバマ州南部、テキサス州東部、フロリダ州西部、ミシシッピ州南部、ルイジアナ州南部）のメキシコ湾岸
- T. c. mexicana　メキシコハコガメ

メキシコ（サン・ルイス・ポトシ州、タマウリパス州、ベラクルス州北部）
- T. c. triunguis　ミツユビハコガメ

アメリカ合衆国（アーカンソー州、アラバマ州、イリノイ州南部、インディアナ州南部、オクラホマ州東部、カンザス州東部、ケンタッキー州西部、ジョージア州南西部、テキサス州東部、テネシー州西部、ミシシッピ州、ミズーリ州、ルイジアナ州北部）
- T. c. yucatana　ユカタンハコガメ

メキシコ（カンペチェ州、キンタナ・ロー州北部、ユカタン州）

## 形態
最大甲長21.6センチメートルとアメリカハコガメ属最大種。背甲はドーム状に盛り上がり、甲高は甲長の42%以上。上から見ると幅広い円形。腹甲が地面と平行に接する状態で、第1椎甲板の傾斜の角度は地面に対して50°よりも大きく傾斜が急。第2-4椎甲板にはあまり発達しない筋状の盛り上がり（キール）が入る。第1縁甲板は台形や長方形。腹甲の蝶番は第5縁甲板と第6縁甲板の継ぎ目（シーム）よりも前方にある。
卵は長径2.5-4センチメートル、短径1.7-2.5センチメートルの楕円形で、殻は薄くやや硬い。孵化直後の幼体は甲長2.5-3.5センチメートル。オスの成体は虹彩が赤（アメリカ合衆国）、灰色や黄白色（メキシコ）。幼体やメスの成体は虹彩が黄褐色（アメリカ合衆国）や褐色（メキシコ）。
オスの成体はメスよりも頭部が大型になる傾向があり、虹彩が赤や白。またオスは後肢の爪が太くて短く、強く湾曲する。メスは後肢の爪が細長く、湾曲が弱い。
- T. c. carolina　トウブハコガメ

最大でも甲長20センチメートルを超えない。種内では背甲は幅広く、上から見ると円形。背甲の色彩は暗褐色や褐色で、黄色や淡橙色の斑紋が入る。腹甲の色彩は暗褐色や褐色で、黄色い斑紋が入る。後肢の趾は4本の個体が多い。
- T. c. bauri　フロリダハコガメ

最大甲長17.5センチメートル。背甲の色彩は黒や暗褐色で、キールは黄色。背甲の甲板には黄色い放射状の斑紋が入る。後肢の趾は3本。頭部や四肢の色彩は暗褐色。側頭部には左右に2本ずつ黄色い筋模様、四肢には黄色い斑点が入る。
- T. c. major　ガルフコーストハコガメ

最大亜種。亜種小名majorは「大きな」の意。種内では背甲が細長く、甲高は高い。また後部縁甲板が外側へ広がり、反り返る。背甲の色彩は暗褐色や黒で、一部に黄色や橙色の不規則な斑紋が入る個体もいる。腹甲の色彩は黄色や黄褐色で、外縁やシーム周辺が暗褐色。後肢の趾は4本。頭部や四肢の色彩は灰色や暗褐色で、吻端や下顎が淡黄色になる個体もいる。
- T. c. mexicana　メキシコハコガメ

種内では背甲が細長く、甲高は高い。また後部縁甲板が外側へ広がるが、反り返らない。背甲の色彩は黄色や黄褐色で、シームが暗褐色。また背甲に黒や暗褐色の不明瞭な斑紋が少数入る。後肢の趾は3本。頭部の色彩は白一色か（主にオス）、褐色に白い斑紋（主にメス）が入る。
- T. c. triunguis　ミツユビハコガメ

最大甲長16.5センチメートル。背甲はやや扁平で、中央よりやや後方で最も高くなる。背甲の色彩は淡褐色から暗褐色で、斑紋は入らないか暗褐色の不規則な斑紋が入る。腹甲は黄色や黄褐色で、シーム周辺が暗褐色。頭部や四肢の色彩は黒や暗褐色で、黄色や橙色の斑紋が入る。後肢の趾が3本の個体が多く、和名の由来になっている。亜種小名triunguisは「3つの爪がある」の意。オスの成体は頭部が赤い個体がいる。
- T. c. yucatana　ユカタンハコガメ

最大甲長16センチメートル。種内では背甲は細長く、甲高が高い。後肢の趾は4本。幼体やメスの成体は背甲の色彩が黄褐色や淡褐色で、黒や暗褐色の放射状の斑紋や斑点が入る個体が多い。幼体は甲板が暗色で幅広く縁取られる。また頭部や四肢の色彩は褐色や暗黄色で、頭部に黒い斑点が入る個体が多い。さらに虹彩が褐色。オスの成体は背甲の色彩が淡色で、シームの周辺を除いて暗色斑が消失して不明瞭になる。また頭部が白くなり、虹彩が灰白色や黄白色。

## 分類
属内では形態、ミトコンドリアDNAの分子系統学的解析からヌマハコガメと近縁で、単系統群を形成すると推定されている。
種内では亜種ガルフコーストハコガメが最も初期に分岐し、基亜種とフロリダハコガメの2亜種からなる単系統群、亜種メキシコハコガメ、亜種ミツユビハコガメ、亜種ユカタンハコガメの3亜種からなる単系統群を形成すると推定されている。また後者の単系統群内では亜種ミツユビハコガメが分化が大きい亜種で、亜種メキシコハコガメと亜種ユカタンハコガメで単系統群を形成すると推定されている。
- Terrapene carolina carolina　(Linnaeus, 1758)　トウブハコガメ　Eastern box turtle
- Terrapene carolina bauri　Taylor, 1895　フロリダハコガメ　Florida box turtle
- Terrapene carolina major　(Agassiz, 1857)　ガルフコーストハコガメ　Gulf coast box turtle
- Terrapene carolina mexicana　(Gray, 1849)　メキシコハコガメ　Mexican box turtle
- Terrapene carolina triunguis　(Agassiz, 1857)　ミツユビハコガメ　Three-toed box turtle
- Terrapene carolina yucatana　(Boulenger, 1895)　ユカタンハコガメ　Yucatan box turtle

## 生態
主に開けた森林に生息するが、湿性草原や牧草地などにも生息する。昼行性だが、夏季になると薄明薄暮時や降雨後に活動する。乾燥すると落ち葉や倒木の下、他の動物の巣穴、泥中などに潜って休眠したり、高温時に水中に移動することもある。メキシコに分布する亜種は乾季に休眠することもあり、アメリカ合衆国北部の個体群は10-翌4月まで冬眠する。
食性は雑食で、昆虫、クモ、多足類、甲殻類、陸棲の貝類、魚類、両生類やその幼生、小型爬虫類やその卵、小型哺乳類、動物の死骸、草の茎や葉、果実、種子、キノコなどを食べる。通常は陸上で採食するが、浅い水中で採食することもある。
繁殖形態は卵生。主に春季に交尾を行うが、精子が春季から夏季にかけて作られて秋季に成熟するものの精巣に貯蔵されるため冬季をのぞいて周年交尾することもできる。オスはメスの近くで四肢を伸ばしながら頭部を持ちあげる、メスの甲羅に噛みついたりメスに体当たりし交尾を迫る。メスはオスを受け入れると蝶番より後方で腹甲を折り曲げて背甲との間に隙間を開け、オスはメスの甲羅に乗ってメスの背甲と腹甲の隙間に後肢の爪を引っ掛ける。そして頭部を伸ばして背甲の前部に噛みついた後、オスが後肢の爪をメスの甲羅にひっかけたまま後方にひっくり返ったような体勢で交尾する。メスの体内でも精子が貯蔵されるために交尾なしで産卵後の翌春に卵を産んだり、交尾した4年後に卵を産んだ例もある。主に5-7月に夜間に基底が砂や粘土の小高く開けた場所に深さ7.5-10センチメートルの穴を掘って、1回に1-11個（主に4-5個）の卵を主に年2-3回（多い時は年5-6回）産む。産卵の間隔は12-38日。卵は70-80日で孵化する。孵化した幼体は9-10月に地表に現れるが、そのまま地中で越冬し翌年の春季に地表に現れる個体もいる。地域にもよるが生後5-10年で性成熟すると考えられている。

## 人間との関係
ネイティブアメリカンは本種を食用や薬用にしていたとされる。
開発による生息地の破壊、ペット用の乱獲などにより生息数は減少している。またペットとして飼育されていた個体の遺棄や脱走により、本来の分布とは異なる場所で発見されるなど人為的な分布の撹乱による遺伝子汚染が懸念されている。ネイティブアメリカンの遺跡調査から現在の分布も本来の分布域よりも北へ拡張されたとする説もある。
ペットとして飼育されることもあり、日本にも輸入されている。以前は野生個体の成体（主に亜種ミツユビハコガメや基亜種）が大量に流通していたが、粗雑に扱われ命を落とす個体が多かった。1995年にアメリカハコガメ属が属単位でワシントン条約に掲載され、続けてアメリカ合衆国からの輸出が飼育下繁殖個体も含めてほぼ停止した。そのためヨーロッパからの飼育下繁殖個体が主に流通していたが、日本国内での飼育下繁殖個体の流通量も増加している。ヨーロッパや日本国内では基亜種や亜種ミツユビハコガメの流通量が多く、亜種フロリダハコガメの流通量は少ない。メキシコは爬虫類の輸出を法的に厳しく制限しているため、メキシコに分布する2亜種の流通量は少ない。

## 画像

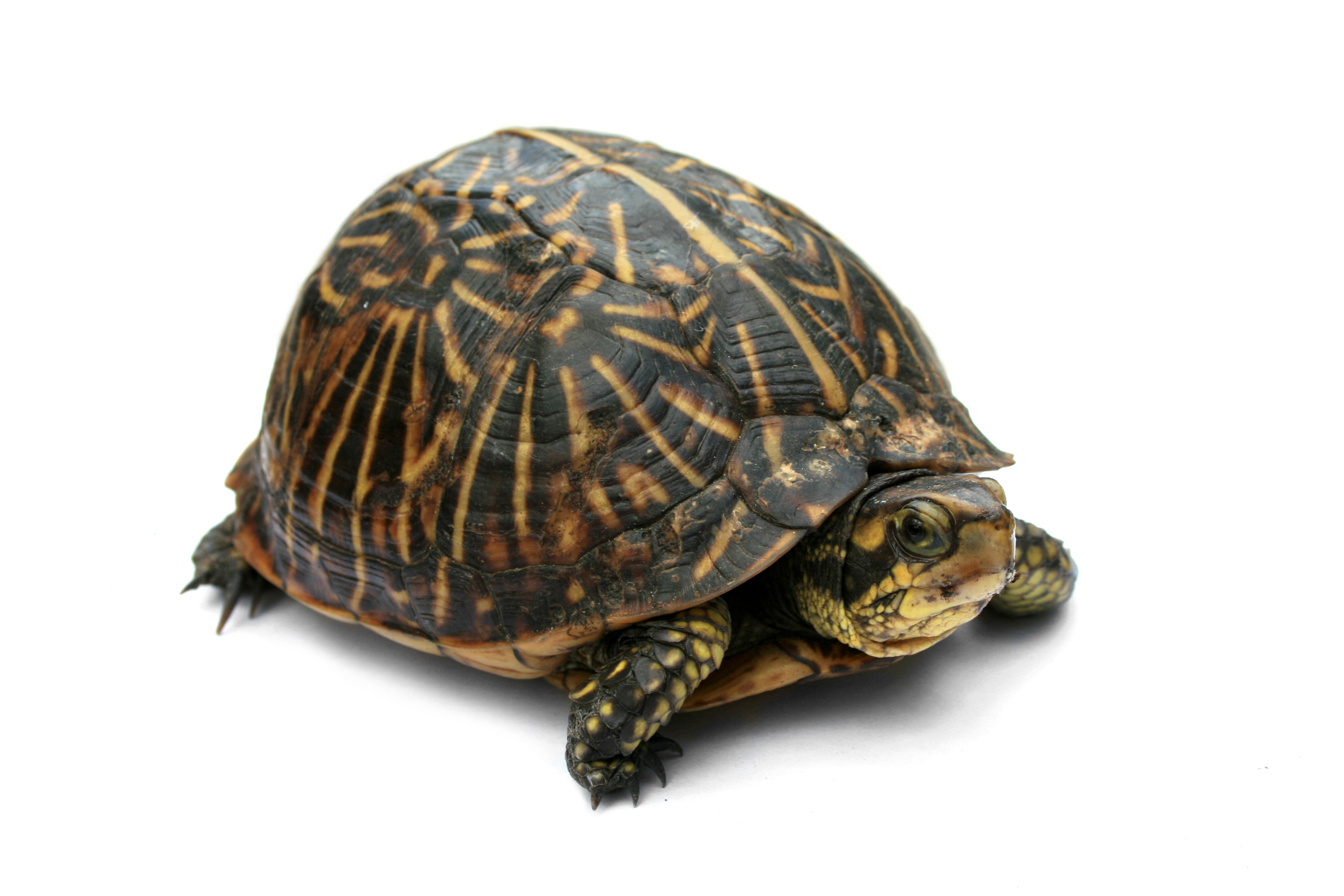
フロリダハコガメ T. c. bauri
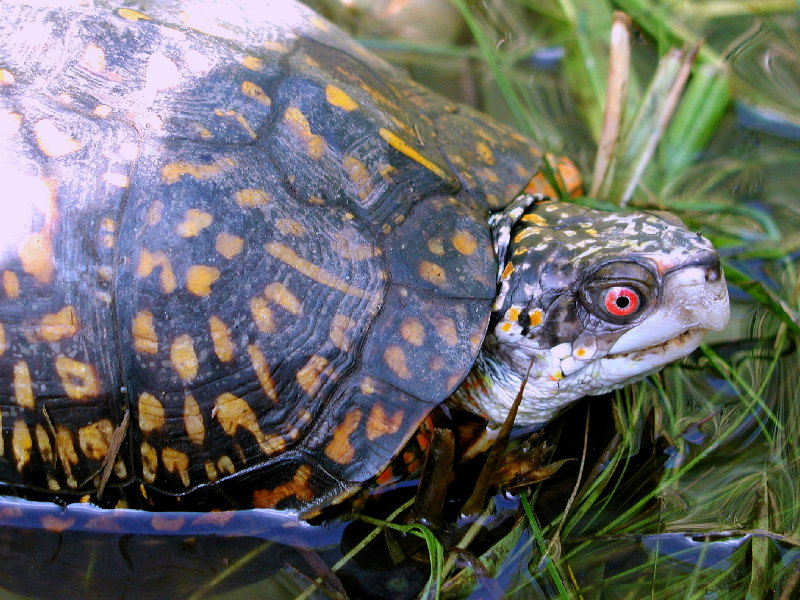
ガルフコーストハコガメ T. c. major